# عزلة بني خولي (صعدة)
عزلة بني خولي هي إحدى عزل مديرية منبة في محافظة صعدة اليمنية ويبلغ تعداد سكانها 7326 نسمة حسب التعداد السكاني في اليمن لعام 2004.